# Abbey Clancy
Abigail Marie Clancy, coniugata Crouch, detta Abbey (Liverpool, 10 gennaio 1986), è una modella e conduttrice televisiva inglese; è stata la seconda classificata nel programma televisivo Britain's Next Top Model (seconda edizione) nel 2006 e ha vinto lo show Strictly Come Dancing nel 2013. Dal 2015 al 2018 è stata conduttrice e presentatrice del programma Britain's Next Top Model.
Nel 2011 si è sposata con il calciatore (ex Liverpool tra l'altro) Peter Crouch.